# Чапчир
Чапчир или Чапчор — проточная старица на левом берегу среднего течения Суры, находится в сельском поселении Большевьясский сельсовет на северо-востоке Лунинского района Пензенской области. Водный памятник природы регионального значения, охраняется государством с 2000 года.
Озеро располагается на высоте 116 м над уровнем моря в притеррасной пойме реки Суры, на территории 22 квартала Большевъясского лесничества. Площадь — 7,3 га. Подпитывается родниками. Богато рыбой, обитают: плотва, карась, линь, лещ, щука, судак, окунь и другие виды рыб.